# Повзик чорноголовий
Повзик чорноголовий (Sitta przewalskii) — вид горобцеподібних птахів родини повзикових (Sittidae).

## Назва
Вид названо на честь дослідника Миколи Пржевальського, який вперше спостерігав цей вид у 1884 році.

## Поширення
Ендемік Китаю. Поширений на південному сході Тибету, а також у провінціях Цінхай, Ганьсу та Сичуань. Мешкає у хвойних гірських лісах на висотах 2250–4500 над рівнем моря.

## Опис
Дрібний птах, завдовжки 12-13 см. Верхня частина тіла синювато-сірого кольору. Верхівка голови і потилиця темно-синього, майже чорного кольору. Решта голова та горло білого кольору з рожевим відтінком. Груди, черево та боки рудувато-коричневі.

## Спосіб життя
Мешкає у хвойних лісах. Трапляється парами або численними зграями. Живиться комахами та насінням. Сезон розмноження триває з квітня по червень. Гніздо облаштовує у порожнинах мертвих дерев. Дно гнізда вистилає сосновими шишками, рослинним пухом та іншими м'яким матеріалом рослинного або тваринного походження. Самиця відкладає 4–6 яєць, білих з дрібними червонувато-коричневими плямами. Інкубація триває 14-17 днів. Насиджує самиця, в цей час самець її підгодовує. Молодняк залишає гніздо приблизно через 20 днів після вилуплення.